# Стойкие к высокой температуре кабельные изделия

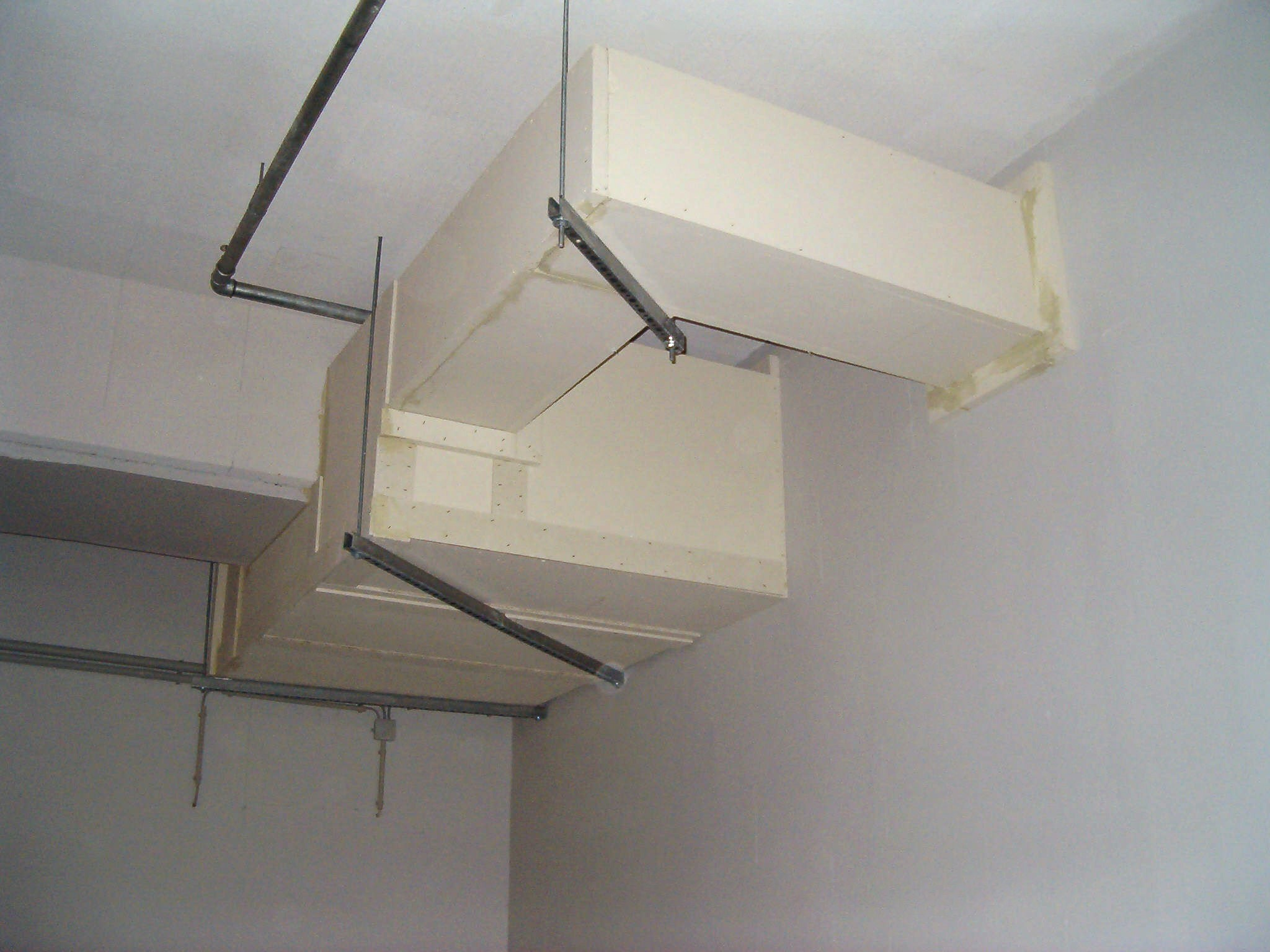
Огнестойкий кабельный канал с использованием плит из силиката кальция, Германия

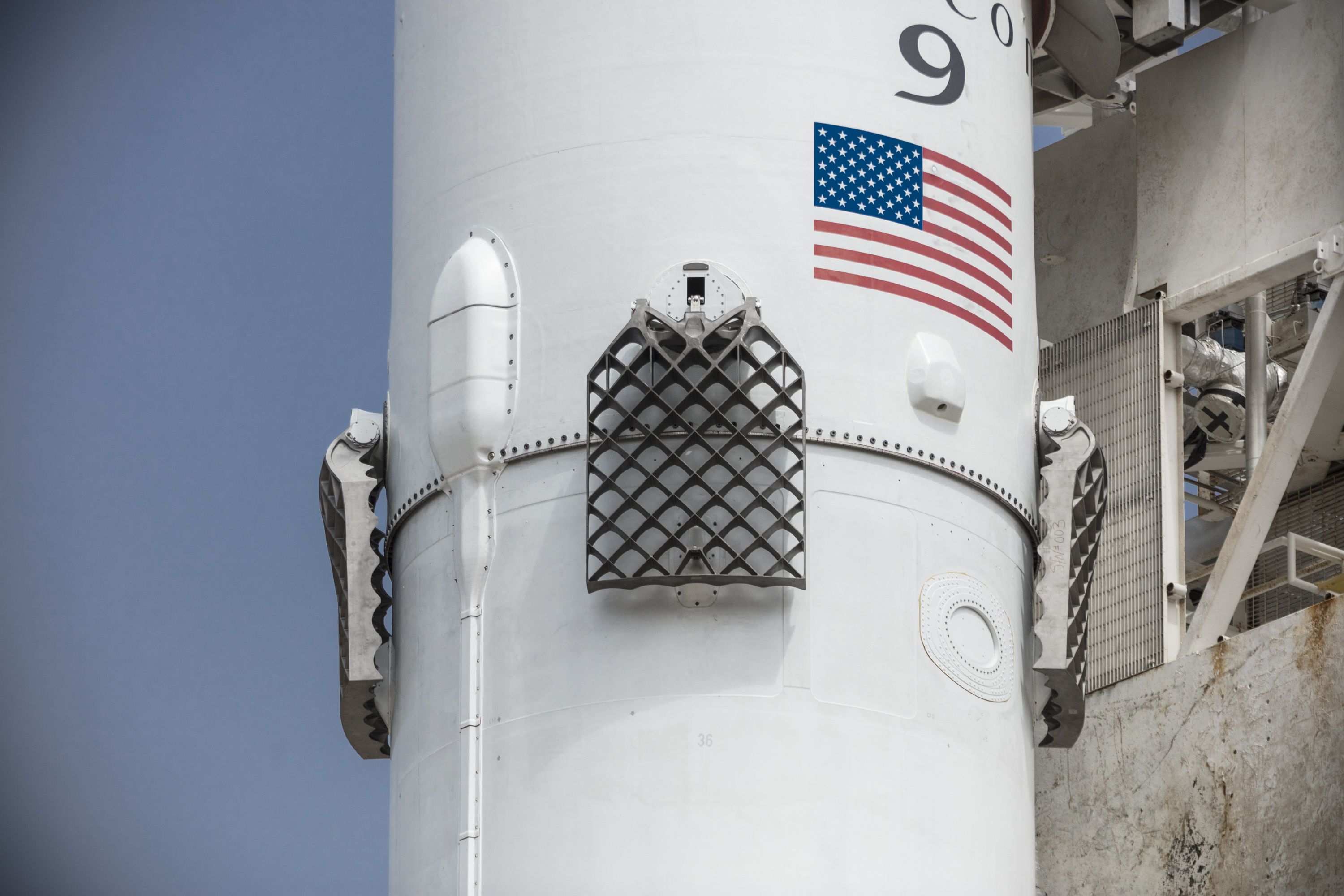
Короб электропроводки (между двумя рулями) многоразовой ракеты Falcon 9

Стойкие к высокой температуре кабельные изделия — кабели и провода, токопроводящие жилы и изоляция которых способны выполнять свои функции на достаточно высоком уровне в условиях длительного комплексного воздействия высоких температур, механических нагрузок и других факторов.:5 В сложившейся в СССР терминологии в области электроизоляционных материалов применены разные термины: высоконагревостойкие, нагревостокие, жаростойкие, теплостокие и др. Различие в терминологии было связано с принадлежностью материалов к различным ведомствам и отсутствии общей унификации понятий.:266
Отказ изоляции из-за влияния высокой температуры, как правило, связан с постепенным разрушением с течением времени, а не с внезапным пробоем при некоторой критической температуре. Электрический пробой происходит в результате потери механической прочности изоляции. При отсутствии механических воздействий окислившиеся и ставшие хрупкими изоляционные конструкции могут работать годами, что создаёт опасную иллюзию исправности проводников и изоляции: бывает достаточно небольшого шевеления, чтобы старая изоляция разрушилась и произошло короткое замыкание или, как минимум, потребность в срочном ремонте.:19

### Работа при повышенной температуре
Развитие современных технологий часто обусловливает жесткие условия эксплуатации проводов и кабелей при их использовании для передачи электроэнергии и сигналов от датчиков, сигналов к исполнительным механизмам в системах управления. В ряде случаев одним из основных требований к кабелю является огнестойкость, обеспечивающая пожарную безопасность. Кабели могут сами являться тепловыми датчиками, имеющими высокую нагревостойкость и надежность. Такие кабели используются в атомных энергетических реакторах, реактивных двигателях, мощных генераторах и других устройствах.:3

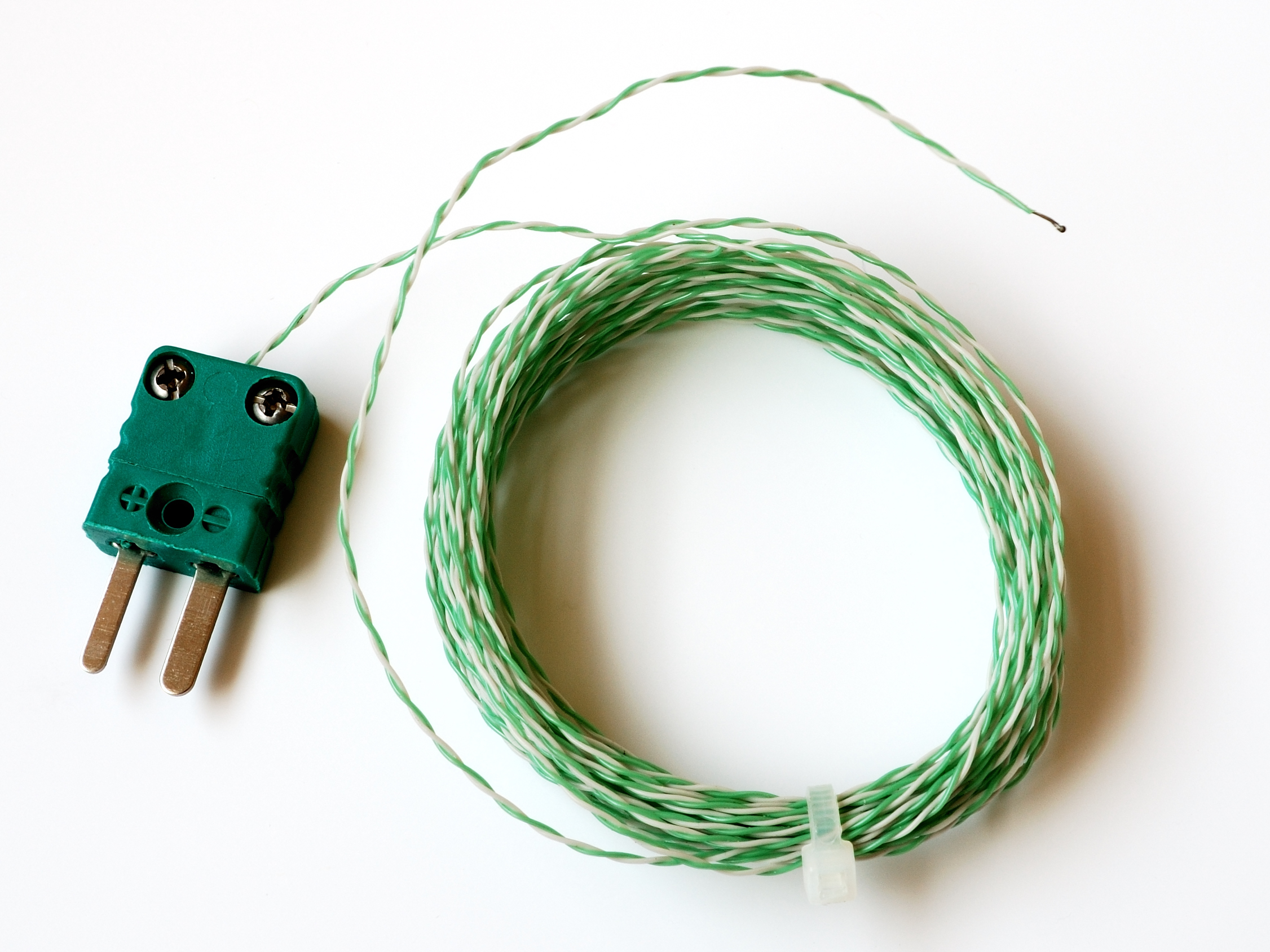
Термопара с полимерной изоляцией, для измерения температур до 300 °C

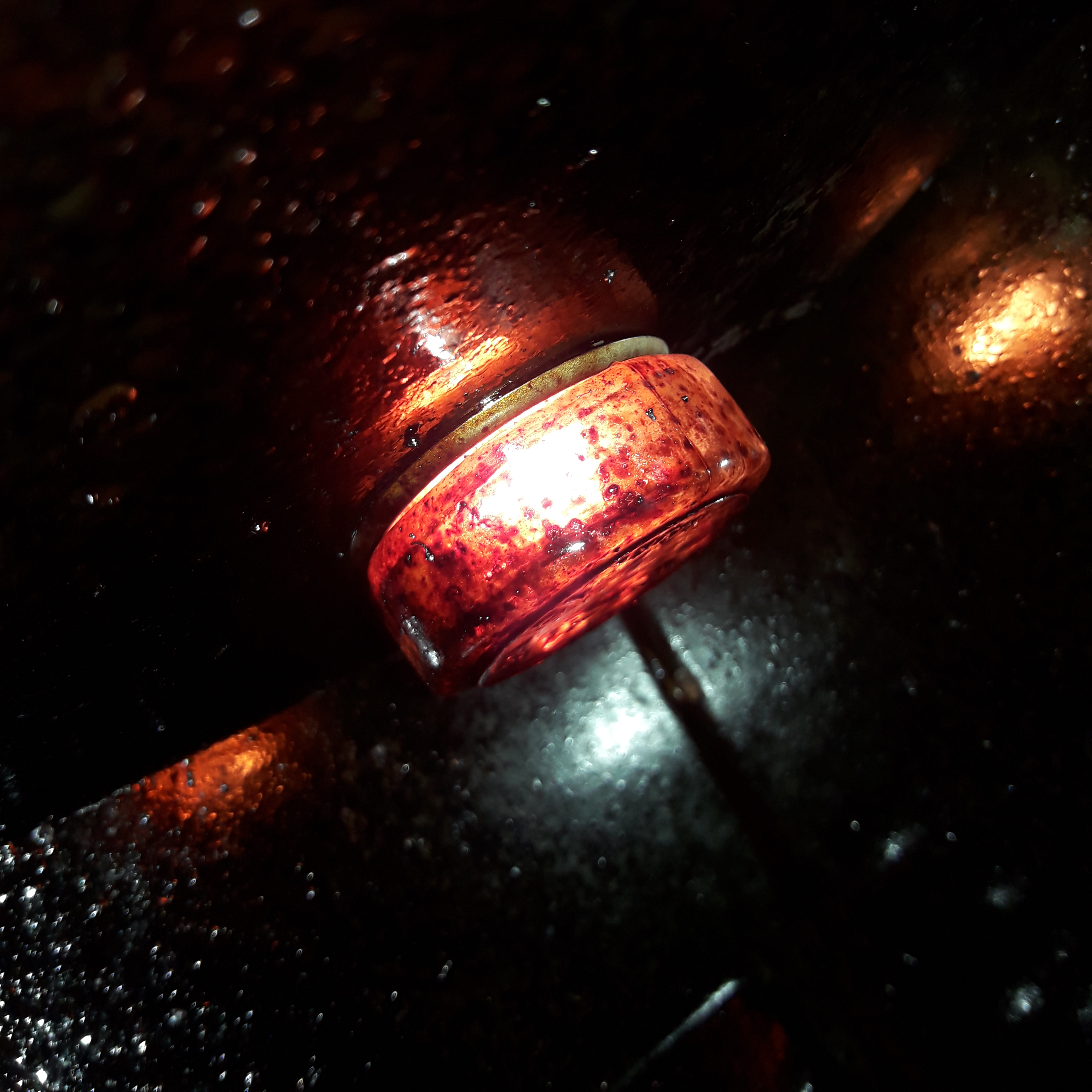
Лампа в духовке для применения при температуре до 300 °C

Электрический ток, проходящий по кабелю, выделяет тепло. Большинство кабелей конструируются для применения в ситуации, когда температура жилы кабеля выше температуры окружающей среды.:113 В том случае, если в изоляции количество получаемой теплоты больше количества рассеиваемой, то может произойти тепловой пробой изоляции. Повышенная температура окружающей среды может способствовать тепловому пробою.:104
Развитие в конце XIX века электрических машин и аппаратов вызвало необходимость в термостойких электроизоляционных материалах. Для повышения термостойкости были созданы пропиточные составы и покрытия, композиционные материалы. Для изоляции пластин коллектора электродвигателя применяли слюду. В начале 1890-х годов на основе слюды были созданы новые материалы: миканит, микалента, микафолий.
Нагревостойкость изоляции имеет особое значение не только для кабелей работающих в экстремальных условиях, но и для кабелей общего применения, так как повышение верхнего предела рабочей температуры позволяет снизить габариты и массу кабеля. Допустимая температура нагрева изоляции силовых кабелей общего применения в зависимости от вида изоляции при длительном режиме работы 70—90 °C, кратковременно при аварийном состоянии сети 80—130 °C, при коротком замыкании и сработавшей защите 125—250 °C.:20 Жаростойкие и нагревательные кабели предназначены для эксплуатации при температуре окружающей среды до 1000 °C.:187
Для обмоток устройств используются нагревостойкие обмоточные провода с температурой работы до 200 °C, для обмоток устройств, работающих при повышенных температурах используют жаростойкие обмоточные провода с рабочей температурой до 700 °C.:54
Установочные и силовые провода, применяемые для распределения энергии в силовых и осветительных установках, в качестве гибких выводных концов для электрических машин, при применении кремнийорганической изоляции работают при температурах до 180 °C.:23

#### Принудительное охлаждение

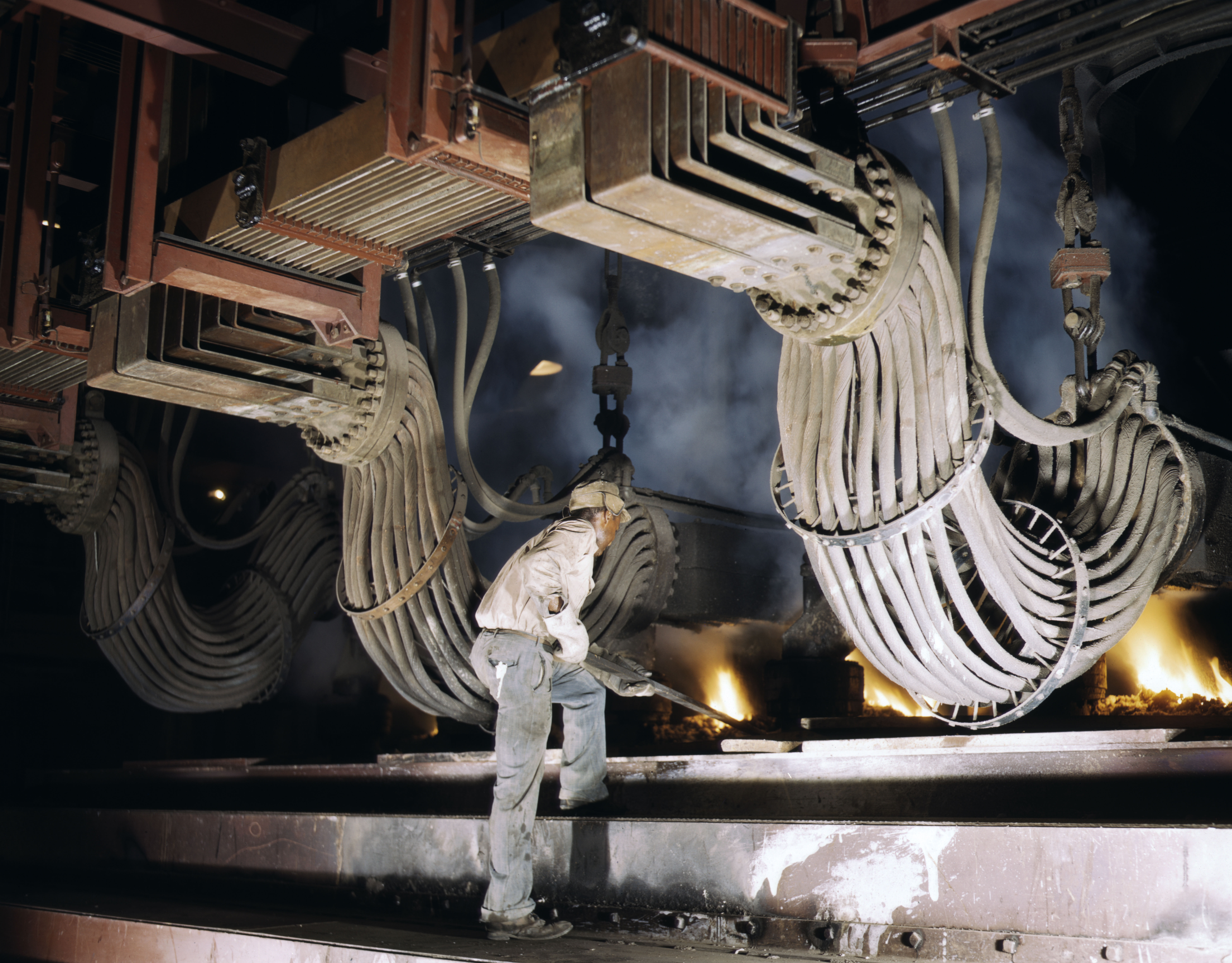
Гибкие водоохлаждаемые кабели дуговой сталеплавильной печи

Электрические аппараты, как правило, имеют естественное воздушное охлаждение. Это связано с тем, что потери энергии в большинстве аппаратов общепромышленного применения невелики и естественного воздушного охлаждения достаточно в нормальных условиях. В большинстве электрических машин применяется искусственное охлаждение. Это может быть система воздушной вентиляции; для крупных турбогенераторов — водородное охлаждение; для сверхмощных машин — водяное охлаждение, при котором вода протекает через полые проводники обмотки.:5
Для охлаждения электрооборудования могут применяться жидкие и газообразные диэлектрики.
Жидкие:
- электроизоляционное (в частности, трансформаторное) масло — при свободной конвекции отвод энергии повышается в 25—30 раз по сравнению с воздухом;
- совол;
- фтороуглеродные жидкости;
- диэлектрики на основе кремниорганических соединений.[11]

Газообразные:
- воздух;
- элегаз (гексафторид серы);
- водород.[11]

Для подвода электроэнергии в дуговых сталеплавильных печах и других видах электропечей используются силовые водоохлаждаемые кабели.
Возможности увеличения передаваемой мощности по кабельным линиям путем повышения рабочего напряжения ограничены. Возможно повысить передаваемую мощность путем увеличения токовой нагрузки. Нагревостойких изоляционных материалов для использования в высоковольтных кабелях практически нет. Существенный эффект может быть достигнут улучшением теплоотвода от кабелей путем их принудительного охлаждения.:90
В системах внутреннего охлаждения охлаждающая среда находится внутри кабеля. Первая кабельная линия с внутренним охлаждением была введена в эксплуатацию в 1958 году в Великобритании. Она использовалась для обмоток возбуждения в синхрофазотроне, имела напряжение 8,5 кВ, ток 1130 А при сечении медной жилы 323 мм².:91
В системах поверхностного охлаждения охлаждающая среда находится в непосредственном контакте с поверхностью кабеля. Возможно большое количество вариантов реализации данного принципа. Кабели могут быть помещены в трубы с текущей водой, в открытый лоток с текущей водой. Кабели проложенные в блоках могут охлаждаться за счет потока воздуха принудительной вентиляции. Наружная поверхность кабелей может охлаждаться маслом.:94 В 1965 году на Волжской ГЭС запущена эксплуатация кабельной линии 500 кВ мощностью 405 МВ·А с принудительной циркуляций масла по трубопроводу с проложенным в нём кабелем. Нагретое масло охлаждалось в теплообменнике и возвращалось по обратному трубопроводу. Длина линии составляла 300 м.:77
В системах наружного (косвенного) охлаждения трубопровод с охлаждающей жидкостью прокладывается рядом с кабелями: в земле, в свободных ячейках блока, в канале или туннеле. Для туннелей и каналов возможно совмещение с системой поверхностного охлаждения воздухом.:96

#### При пожаре
Кабели и провода, сохраняющий работоспособность при воздействии пламени в течение заданного периода времени называются огнестойкими или пожаростойкими.
Впервые в России обязательные требования пожаростойкости (огнестойкости) кабельных изделий при сертификации кабельной продукции были прописаны в НПБ 248-97 «Кабели и провода электрические. Показатели пожарной опасности. Методы испытаний», а для кабельных линий — в НПБ 242-97 «Классификация и методы определения пожарной опасности электрических кабельных линий». При этом требования к огнестойкости кабелей и кабельных линий на конкретных объектах отсутствовали. Требования к применению кабельных изделий на объектах появились в 2008 году, а кабельных линий — в 2012 году в «Техническом регламенте о требованиях пожарной безопасности».
При экспериментальных исследованиях было определено, что причинами выхода из строя были:
- термическое повреждение кабельных изделий (перегорание, короткое замыкание жил кабеля), обрыв жил кабеля от деформации в результате потери их несущей способности вследствие нагрева;
- механический обрыв кабеля при разрушении кабельнесущей системы;
- короткое замыкание на кабельнесущую систему вследствие потери ее несущей способности (разрушения) или деформации.[16]

При достижении температуры 500—900 °C происходит деформация без разрушения стальной несущей конструкции. К этому моменту медная жила уже утрачивает несущую способность и происходит повреждение кабеля.
Огнестойкость электропроводки или кабельной линии можно обеспечить различными способами:
- применение огнестойких кабелей;
- прокладкой неогнестойких кабелей внутри обеспечивающих огнестойкость погонажных электромонтажных изделий (в коробах, в трубах и т. п.);
- замоноличиванием кабелей в огнестойких строительных конструкциях;
- использование огнестойких футляров или обертывания кабелей огнестойкими ленточными материалами.[15]

Производителями конструкций для крепления огнестойкого кабеля широко используется термин «огнестойкая кабельная линия». Этот термин в российских нормативных документах отсутствует. Разработчики российских норм в научных статьях используют термин «электропроводка, проложенная открытым способом, к которой предъявляются требования по огнестойкости».

### Испытания
Кабели и провода (в зависимости от конструкции) могут быть одновременно нагревостойкими и огнестойкими, либо нагревостойкими или огнестойкими, либо не иметь ни одного из этих качеств. Огнестойкие или нераспространяющие горение кабели иногда ошибочно называют негорючими.

#### Нагревостойкость

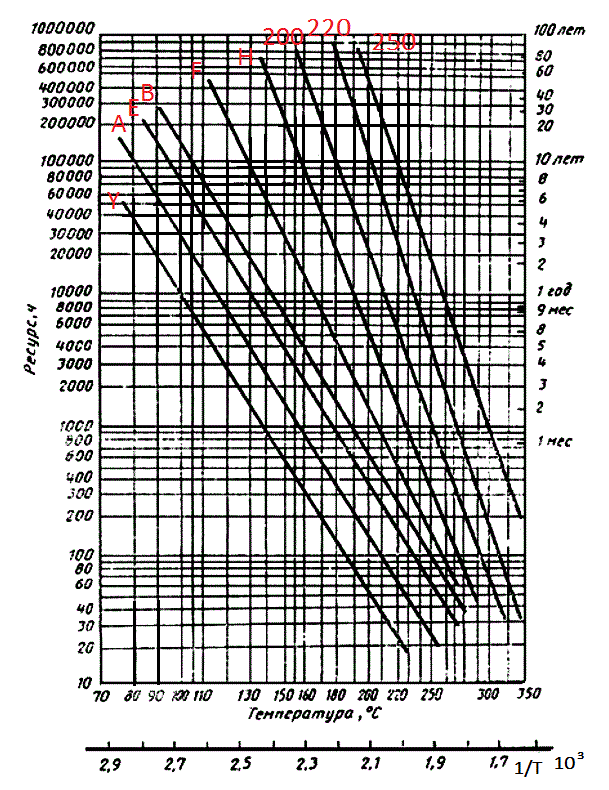
Зависимость срока службы электрической изоляции от температуры в зависимости от класса нагревостойкости

В отличие от огнестойкости, провести непосредственно испытания на нагревостойкость новых материалов со сроком службы 10—30 невозможно. Поэтому были разработаны методы ускоренного определения нагревостойкости изоляции. Существует линейная зависимость между логарифмом времени службы изоляции и величиной обратно пропорциональной температуре эксплуатации. Получив с помощью нескольких экспериментов прямую, можно с большой точностью экстраполировать параметры на другие температуры и сроки службы. Класс нагревостойкости изоляции определяется исходя из ресурса 20 тыс. часов.
Длительная нагревостойкость характеризуется температурой, при которой изделие в силовых установках работает 20—30 лет, а в радио- и электронной аппаратуре — 10 тысяч часов.:138 В соответствии с ГОСТ 8865, изоляция и кабельные изделия могут быть отнесены к классам:
- Y — 90 °C;
- A — 105 °C;
- E — 120 °C;
- B — 130 °C;
- F — 155 °C;
- H — 180 °C;
- 200 — 200 °C;
- 220 — 220 °C;
- 250 — 250 °C и далее через каждые 25 °C.[19]:139,[20]:3

Кратковременная нагревостойкость характеризуется температурой, при которой изделие в четко определенных условиях может работать в течение ограниченного времени.:138

#### Фактическая огнестойкость
Существует две системы испытания кабельных изделий на огнестойкость. В рамках первой производятся испытания отдельных кабелей, в рамках второй кабели и провода изделия испытываются совместно с крепежом, коробами, трубами, строительными и кабельными конструкциями.
Испытания отдельных кабелей на огнестойкость по различным методикам проводились длительное время. В 1977 году Г. И. Смелкововым, И. Ф. Поединцевым и Б. И. Кашолкиным была подана заявка на изобретение «Нагревательная печь для испытания кабелей на огнестойкость».
Предельной температурой для лежащих в лотках электрических кабелей общепромышленного исполнения в США считается 182 °C, в Германии — 120 °C. По данным украинских экспериментов 2007 года при быстром темпе нагрева для кабелей, лежащих в металлических коробах без огнезащиты, предельная температура — 400 °C. Для коробов с огнезащитой, в результате чего кабели нагревались медленнее — 190 °C.
При испытаниях коробов для прокладки кабелей по стандарту UL 1724 температура внутри должна быть не выше 120 °C в среднем и 160 °C в любой точке кабеля.
В Германии кабели, прошедшие испытания на стандартной несущей конструкции, разрешается без дополнительных испытаний прокладывать по стандартным несущим конструкциям любых изготовителей. Если крепление кабеля не предусмотрено в стандарте, результаты испытаний распространяются только на испытанную комбинацию кабеля и несущей конструкции.
Маркировка:
- FE (например, FE180) — сохранение изолирующих свойств и рабочих функций кабеля;
- E (например, E90) — сохранение рабочих функций кабельных систем[25].

Системы делятся на классы Е30, Е60, Е90 в зависимости от времени, в течение которого сохраняет способность нормально функционировать — соответственно 30, 60 и 90 минут. К классу Е30 требуется относить все кабельные системы систем оповещения о пожаре, аварийного освещения, систем пожарной сигнализации и дымоудаления с естественным побуждением. К классу Е90 требуется относить кабельные системы питания насосов в системах пожаротушения, лифтов для пожарных команд, грузовых лифтов в больницах, систем дымоудаления с механическим побуждением.
В Великобритании огнестойкие кабели делятся на два класса: Standard (стандартный) и Enhanced (повышенный). Standard — класс огнестойкости 30 минут, Enhanced — класс огнестойкости 120 минут. Кабели в версии Enhanced разработаны для применения в зданиях высотой более 30 м и других зданиях общественного пользования, которые имеют большое количество эвакуационных зон (четыре или больше), в которых люди могут находиться значительное время. В процессе испытаний образцы кабелей подвергаются воздействию пламени, ударам и воздействию воды.

### Материалы проводников
При высоких температурах проявляется также недостаточная нагревостойкость не только изоляции, но и проводников. Происходит взаимодействие между материалом изоляции и проводниками:6. Для работы при температуре 1000 °C для проводников применяют золото и платину, при температурах 1100—1200 °C — родий:183. При температурах 400—500 °C используют для проводников медь, плакированную никелем (например, провод ПЭЖБ), при 600 °C — никель (провод ПНЖ), при 600—700 °C — серебро, плакированное никелем (провод ПЭЖБ-700):184.

### Материалы изоляции
Отличительной особенностью кабелей и проводов является гибкость.:2 В качестве изоляции и оболочек кабельных изделий применяются полимерные материалы. Они обладают гибкостью, но большинство не в состоянии выдержать температуру более 150 °C.:4 Кристаллические материалы часто устойчивы к высоким температурам, но при этом лишены гибкости и эластичности.:3 Слюда, керамика, стекло и другие материалы, способные работать при высоких температурах, известны давно и широко применяются для изготовления различных установочных деталей для электротехники, электроники, радиооборудования. Однако изготовление изоляции для двигателей, трансформаторов и другого электрооборудования только из них невозможно:5.
Существует общий физико-химический закон, согласно которому каждые дополнительные 8 °C нагрева ускоряют физические и химические процессы в 2 раза. Применительно к относительному износу изоляции это значит, что каждые дополнительные 8 °C нагрева ускоряют старение (сокращают срок службы) изоляции в два раза. Длительно и стабильно при высоких температурах могут работать только те электроизоляционные материалы, у которых химические и структурные превращения проходят при значительно более высоких температурах, чем рабочая температура изоляции:253.

#### Органические полимеры

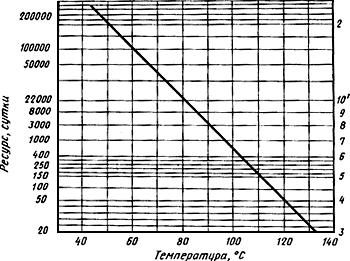
Зависимость срока службы от температуры судовых кабелей с изоляцией из резины или радиационно-сшитого полиэтилена в оболочке из ПВХ

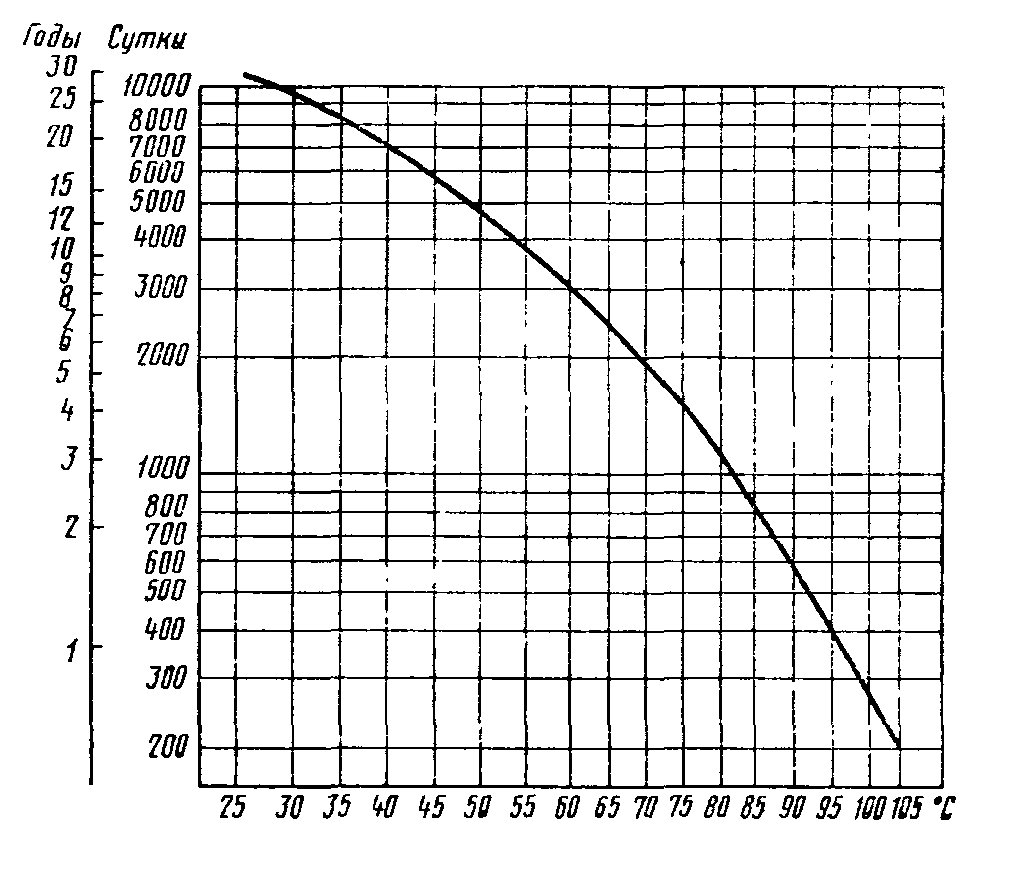
Зависимость срока службы кабелей КМПВ и аналогичных от температуры

Большая часть применяемых кабелей имеет полимерную изоляцию. Для полимеров используются понятия «теплостойкость» и «термостойкость». Термин теплостойкость связан с физическими факторами: температурой плавления и температурой стеклования. При кратковременном тепловом воздействии свойства определяются часто исключительно физическими факторами. Термин термостойкость связан с химическими факторами: стойкость термической, термоокислительной и гидролитической деструкции. В случае длительного теплового воздействия решающими являются химические факторы.:27
Изменение химического строения полимеров может быть связано как с деструкцией, так и со структурированием, оба процесса, как правило, идут одновременно. Характер химических превращений определяет процесс, идущий с большей скоростью. Прямой связи между физическими и химическими изменениями полимеров при нагреве нет. Для многих полимеров (например, полиэтилена) размягчение происходит при намного меньшей температуре, чем потеря термостойкости.
Верхняя температура длительной эксплуатации большинства полимеров лежит ниже 100 °C, для некоторых представителей конструкционных пластмасс — 150 °C. Прогресс в электротехнической промышленности приводит к миниатюризации сопротивлений, конденсаторов, электродвигателей при сохранении их мощности. В результате происходит повышение рабочих температур. Температуры длительной эксплуатации полимеров для электрической изоляции, фольги, деталей выключателей и кожухов, должны превышать 200 °C.:22
Мягкий поливинилхлорид или кабельный пластикат — распространенный материал для изоляции кабелей. Этот материал содержит 50 % различных добавлений (пластификаторов и др.), которые сильно изменяют горючие свойства поливинилхлорида. Пластификаторы начинают улетучиваться уже при температуре 200 °C и загораются.
При воздействии пламени на твердый поливинилхлорид происходят следующие процессы:
- 80 °C — начинается размягчение материала;
- 100 °C — начинается образование хлороводорода;
- 160 °C — около 50 % хлороводорода выделяется в виде газа;
- 210 °C — поливинилхлорид плавится;
- 300 °C — около 85 % хлороводорода выделяется в виде газа;
- 350—400 °C — загорается «углеродный остов» молекулы поливинилхлорида[33].

#### Слюденитовая

Электротехническая слюда

Слюда — неорганические кристаллы, имеющие чешуйчатую форму. Кристаллические пластинки имеют толщину 5—50 мкм. Температура плавления 1200—1300 °C. При температуре 900 °C происходит вспучивание, материал расслаивается и теряет монолитность. Природная слюда редко используется как электрическая изоляция. Широко используется слюдяной порошок и слюдяная бумага, пропитанные связующими. Связующие определяют рабочую температуру изоляции.:97
Связующие для пропитки:
- низкотемпературные: масляно-битумный лак, масляно-глифталевый лак, каучук — рабочая температура 120—200 °C;
- низкотемпературные: кремнийорганический лак — рабочая температура 400—500 °C;
- высокотемпературные: ортофосфорная кислота или стекло — рабочая температура до 800 °C.[34]:98

Слюдопласт — материал на основе слюденитовых бумаг; измельчённая и прессованная без связующего слюда.:98. Слюденитовую бумагу получают проклейкой обработанных отходов слюды.:98

#### Минеральная
Производство кабелей с минеральной изоляцией впервые было освоено в 1934 году во Франции. Одной из областей применения было освещение Лувра. Эксплуатация в музее показала их высокую надежность и полную пожаробезопасность. С 1937 года кабели начали изготавливаться в Англии, Японии и Канаде, с основной областью применения — нефтеналивные суда. В 1946 году производство таких кабелей началось в США. Несколько позднее производство таких кабелей было освоено в Австрии, Австралии, Италии, ФРГ. Советской промышленностью производство было начато в 1951 году.:4
Срок службы кабелей при высоких температурах определяется стойкостью металлической оболочки к окислению. При 250 °C медная оболочка уменьшится на 0,25 мм за сотни лет, а при 800 °C это произойдет через 26 часов:54. При пожаре кабели будут сохранять свою работоспособность вплоть до температуры плавления меди (1083 °C):26. Известен случай, когда во время пожара на борту судна кабели с минеральной изоляцией обеспечивали длительное время электропитание всех судовых устройств, несмотря на то что они проходили через зону пожара:6.
В металлической трубке расположены одна или несколько токопроводящих жил. Пространство внутри оболочки заполнено оксидом магния. Огнестойкость кабелей достигается полным отсутствием сгораемых или термически разлагаемых элементов кабеля, разрушение которых может привести к выходу кабеля из строя. При воздействии пламени не выделяются дым и токсичные компоненты.
Термочувствительные кабели с минеральной изоляцией являются датчиками, сигнализирующими о превышении температуры зоны, через которую проложен кабель:5.
В рамках системы стандартизации СЭВ использовался термин «кабель с минеральной жаростойкой изоляцией». Предусматривался выпуск кабелей КМЖ, КМЖВ.
В рамках стандартизации производство кабелей регулируется ГОСТ IEC 60702-1—2017, ГОСТ IEC 60702-2—2017 и ГОСТ IEC 60702-3—2023.

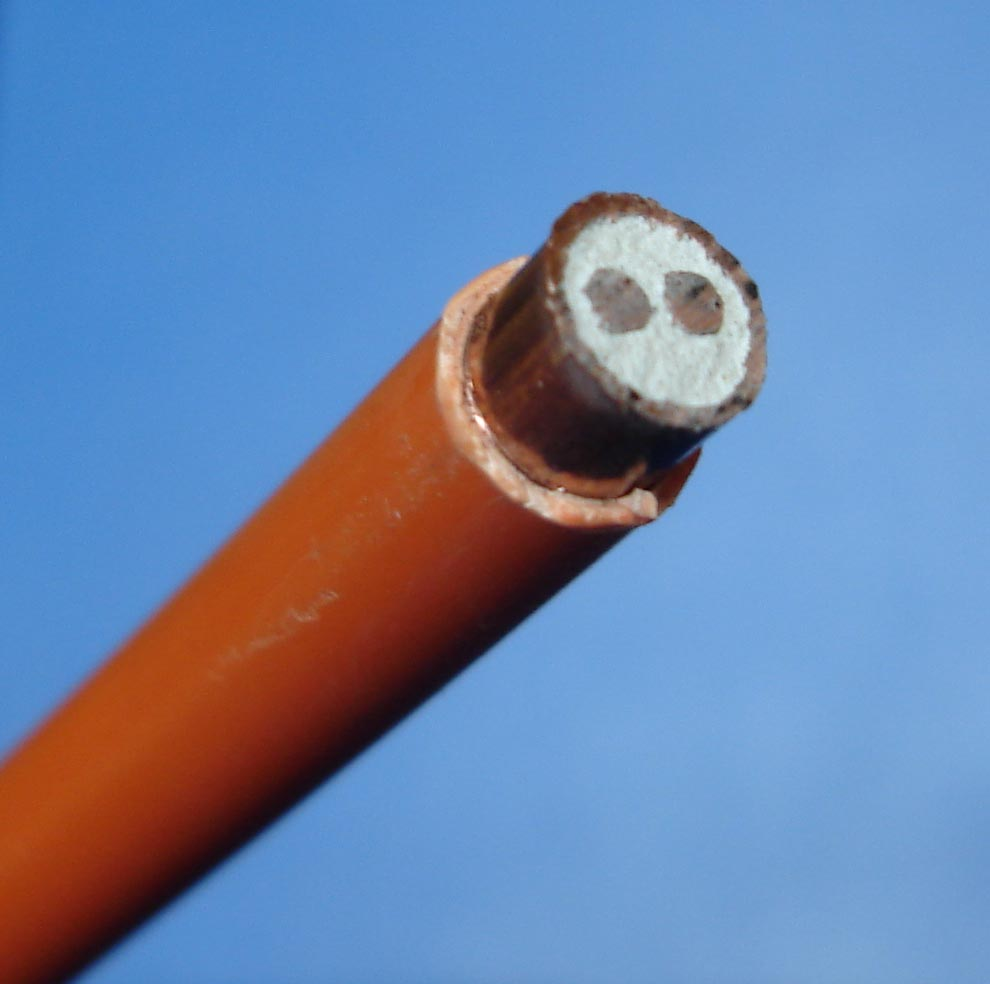
Кабель с металлической оболочкой и магнезиальной изоляцией с защитной полимерной оболочкой
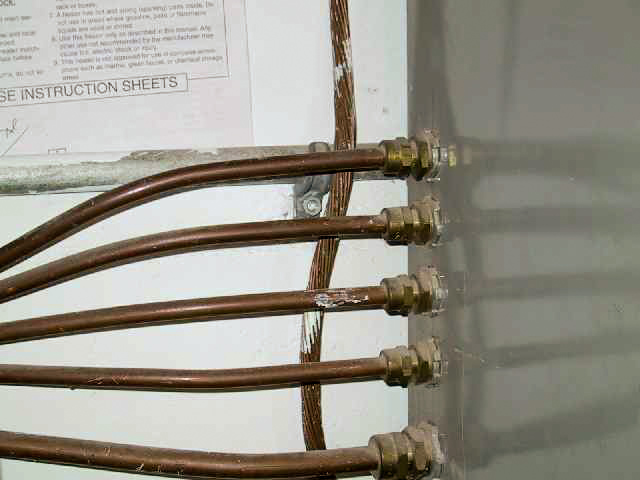
Ввод кабеля с металлической оболочкой и минеральной изоляцией в оборудование

#### Кремнийорганическая
Молекулы кремнийорганических полимеров построены из чередующихся атомов кремния и кислорода. Атом кремния связан с кислородом и не способен окисляться дальше. Поэтому молекулы таких полимеров при нагревании на воздухе не разрушаются и не превращаются в газообразные продукты, как это происходит у органических полимеров. Группы атомов углерода также присутствуют и придают полимерам эластичность или пластичность. Эти группы способны окисляться, но их окисление не вызывает разрушение основной полимерной цепи молекулы.:6
Срок службы изделий из кремнийорганических резин зависит от температуры:
- 150 °C — 15—85 тыс. ч;
- 200 °C — 7—45 тыс. ч;
- 260 °C — 1,5—15 тыс. ч;
- 315 °C — 10—1000 ч;
- 370 °C — 1—100 ч.[41]

На воздухе при температуре 200—250 °C происходит сшивание. В результате термического разложения под воздействием высокой температуры происходит образование твердого коксового остатка. После горения поверхность силиконовой резины становится твердой и пористой. Несмотря на обугливание, обладает хорошими электроизоляционными свойствами.:146
При изготовлении кабельных изделий для работы при повышенных температурах применяют, как правило, резины на основе силоксановых каучуков.:68 Нормальной температурой их эксплуатации является 180 °C, но они могут длительно работать при температуре 200—250 °C и кратковременно при 300 °C. Распад цепей вулканизированного полимера начинается при 400 °C:70. При укладке проводов и кабелей в наглухо закрытых трубах или каналах стойкость при продолжительной эксплуатации падает до 120 °C из-за отсутствия доступа воздуха.:149 При 150 °C в таких условиях срок эксплуатации падает до 2—3 месяцев.:131
Использование кабелей с изоляцией из кремнийорганических каучуков на военных кораблях для обеспечения работоспособности во время пожара встречается в источниках 1959 года. Указывается, что время работы кабеля в газовом пламени при температуре 950 °C и нормальном напряжении было 8 часов.:46

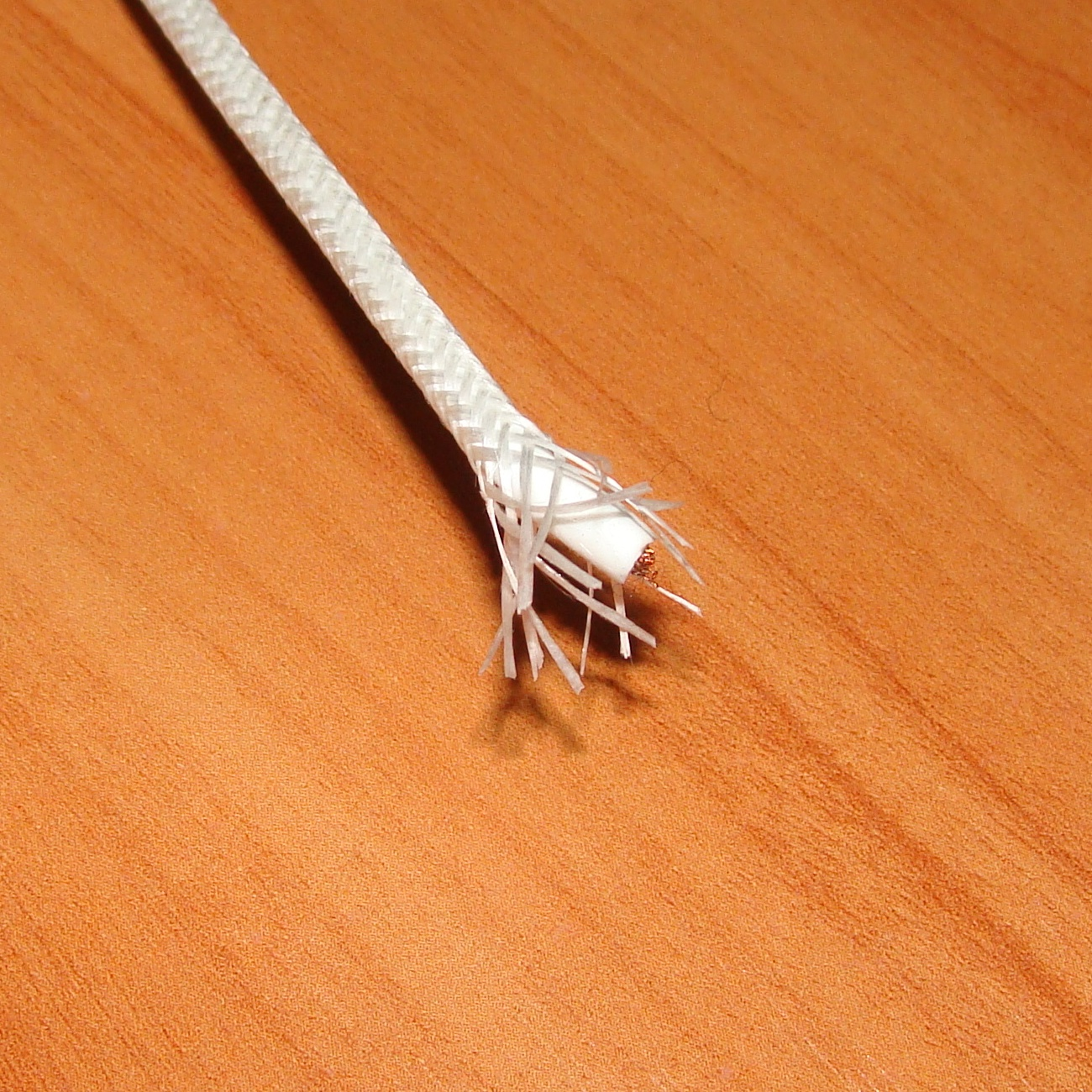
Нагревостойкий провод РКГМ
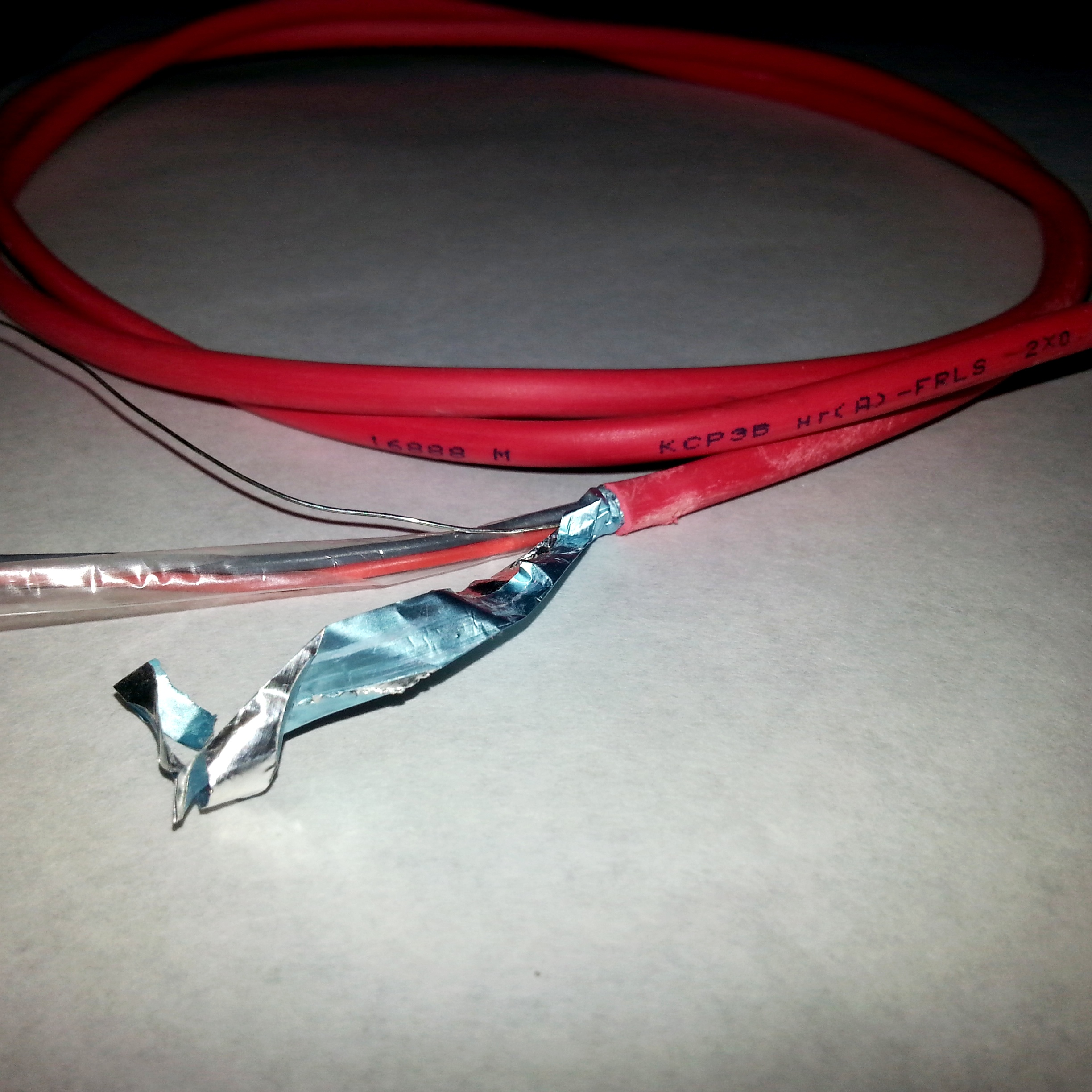
Огнестойкий кабель КСРЭВнг(А)-FRLS 2x0.5
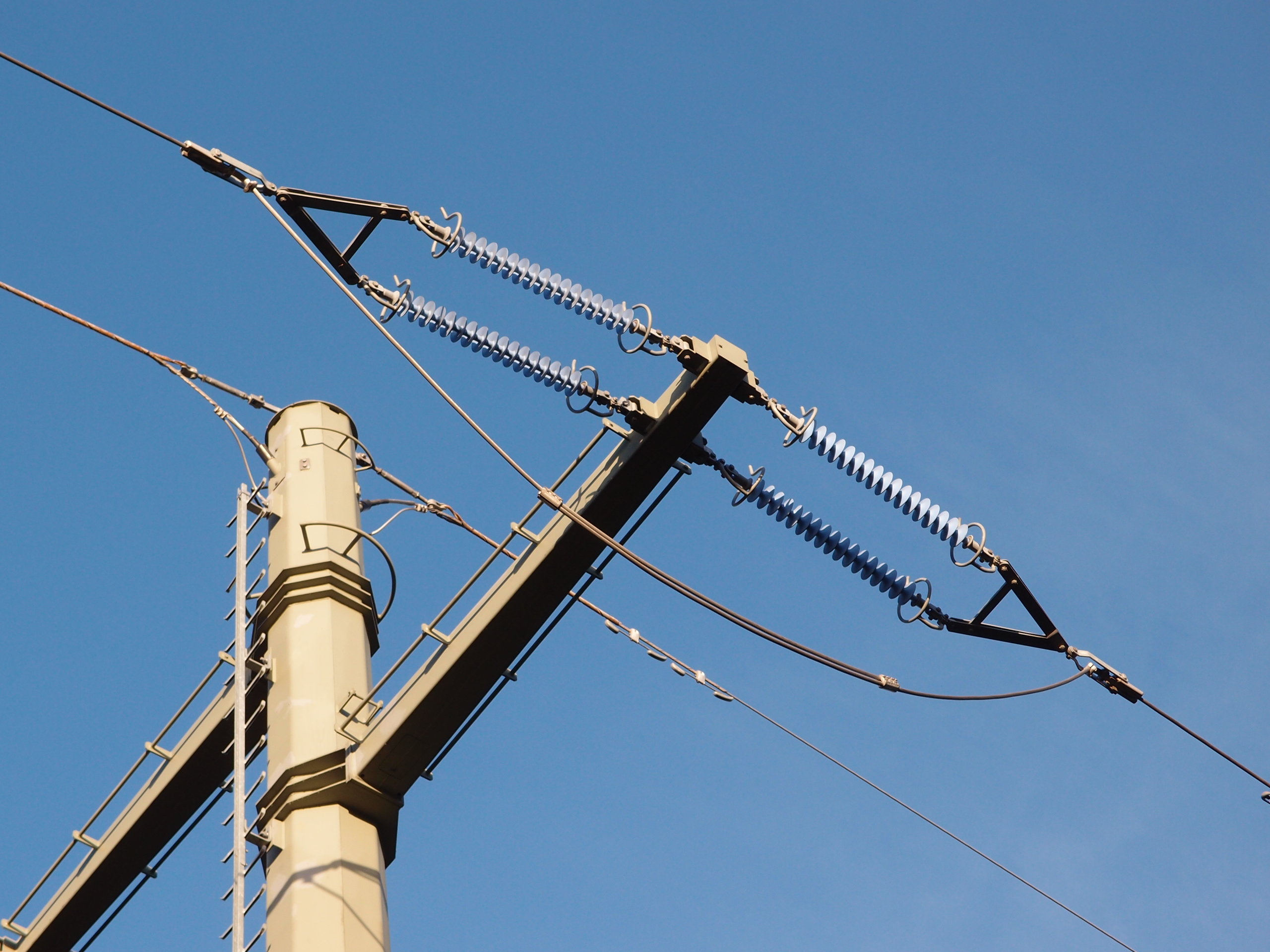
Кремнийорганический изолятор

#### Асбестовая и стекловолокнистая
Используется для проводов в обмотках электродвигателей для тяжелых эксплуатационных условий и сухих трансформаторов. Провода могут иметь индекс температуры 155 °C.